# みどり中央駅
みどり中央駅（みどりちゅうおうえき）は、広島県広島市安芸区瀬野西四丁目にあった、スカイレールサービス広島短距離交通瀬野線（スカイレールみどり坂線）の駅（廃駅）。同線の終点であった。
路線廃止に伴い2024年（令和6年）5月1日に廃駅となった。廃止後は代替路線バス「みどり坂タウンバス」（芸陽バス委託運行）のみどり中央バス停が付近に設置されている。

## 歴史
- 1998年（平成10年）8月28日：開業。
- 2013年（平成25年）1月14日：改札システム更新に伴い、自動改札機を更新。
- 2024年（令和6年）5月1日：広島短距離交通瀬野線の廃線に伴い廃止[1][2]。

## 駅構造
相対式ホーム2面2線の高架駅であった。フルスクリーン型ホームドア設置駅。
車両の乗降扉が進行方向に向かって左側しかなかったため乗車・降車が別ホームとなっており、東側ホームが乗車専用、西側ホームが降車専用となっていた。車両は乗客を降ろした後、ゴンドラリフトと同様に循環を行い乗車ホームに移動して乗客を乗せていた。
構内には側線と車庫設備があった。なお、トイレの設備はなかった。

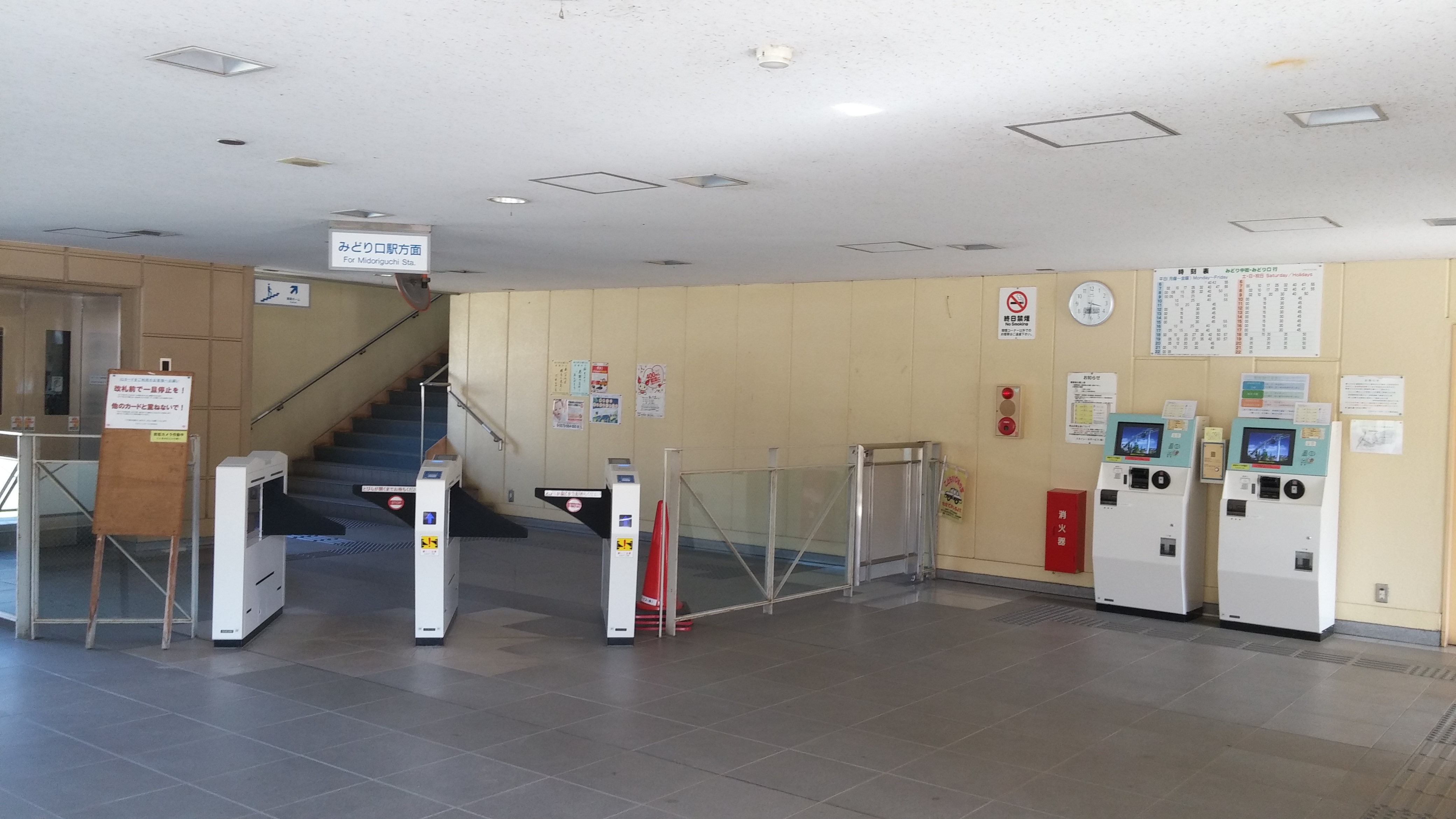
改札口（2015年8月）
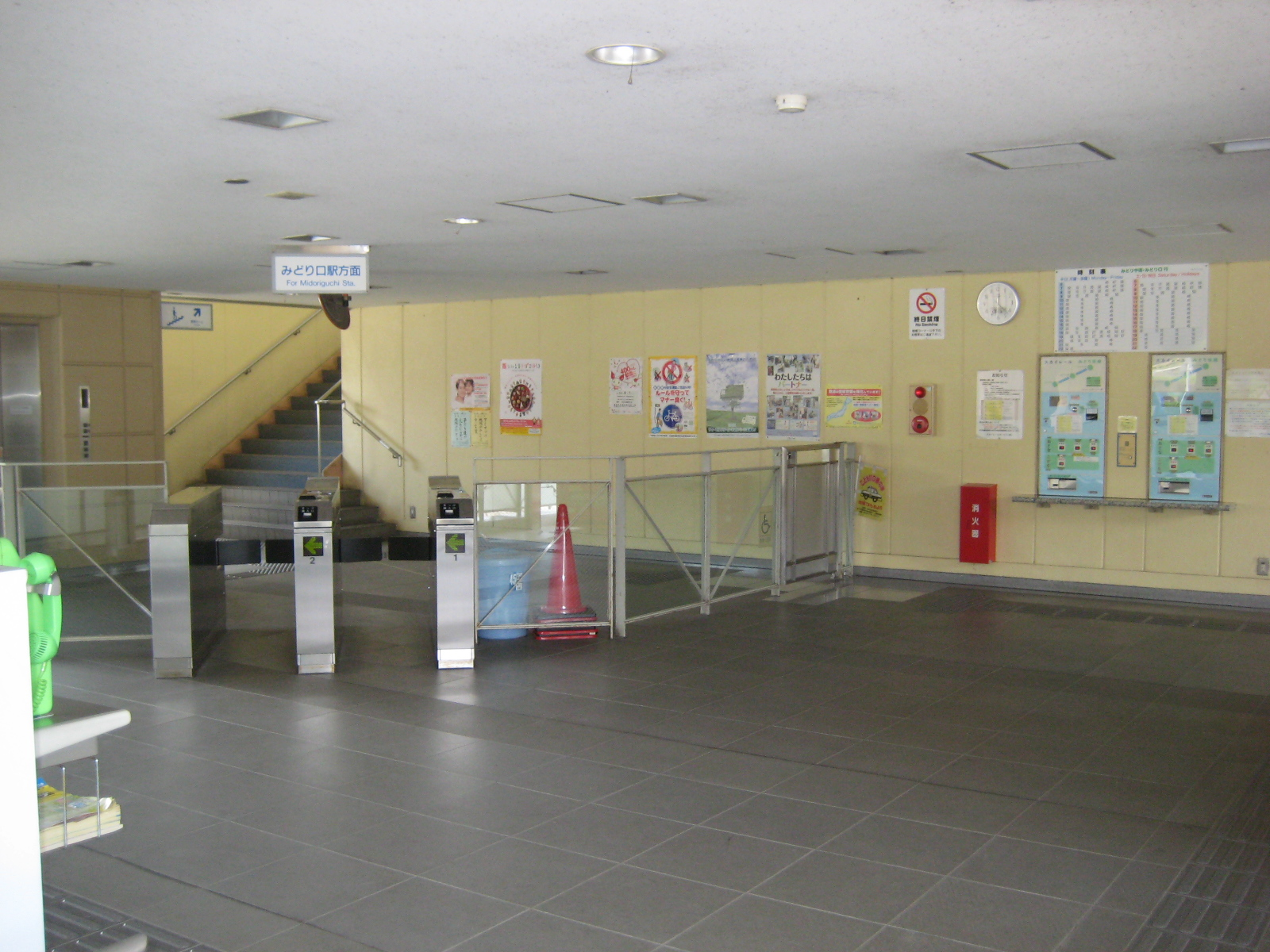
改札口（2012年8月）
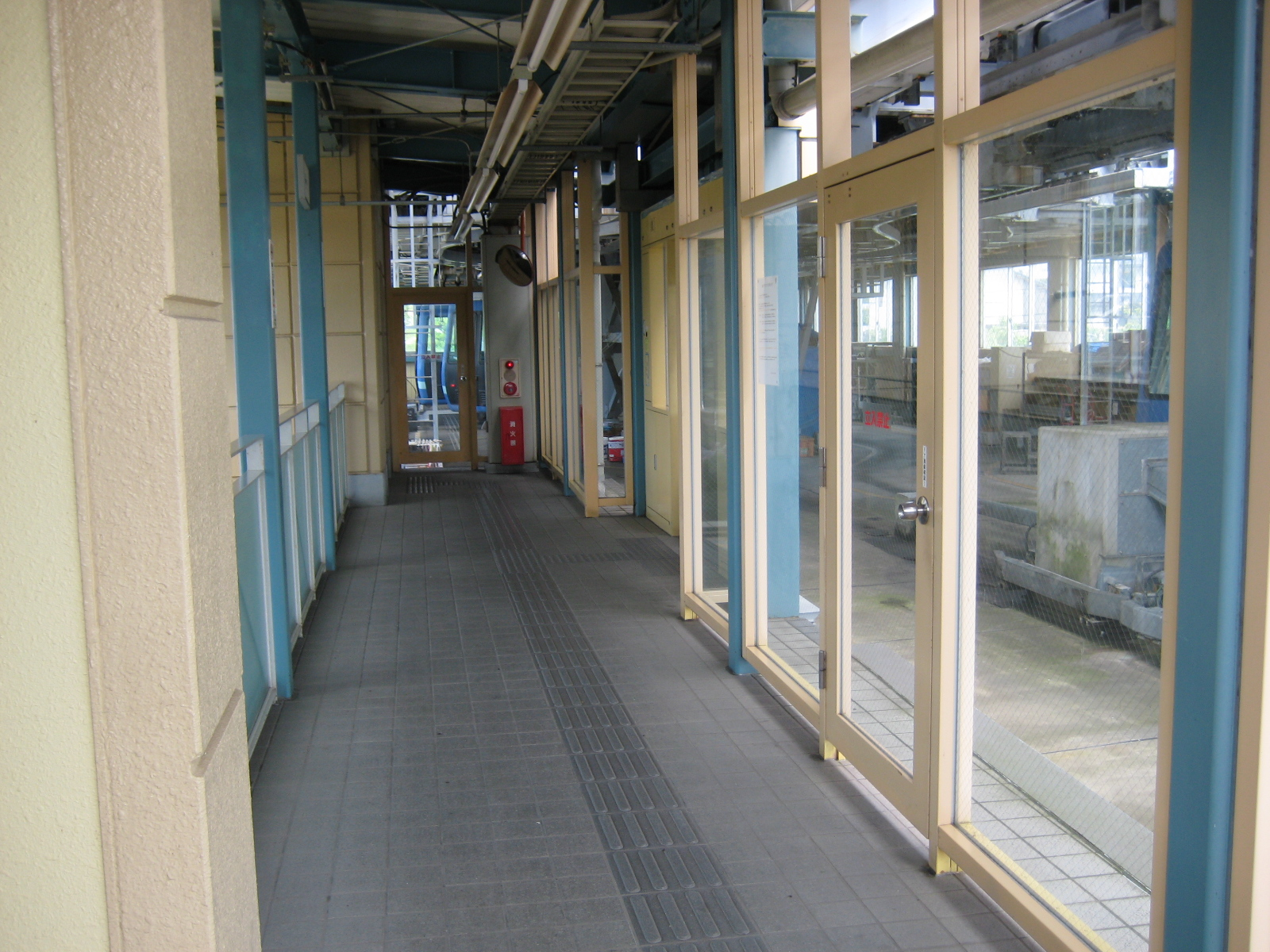
降車ホーム（2012年8月）

## 利用状況
「国土数値情報 駅別乗降客数データ」によると、1日平均乗降人員は以下の通りであった。
| 年度                | 1日平均 乗降人員 |
| ------------------- | ---------------- |
| 2011年（平成23年）  | 848              |
| 2012年（平成24年）  | 859              |
| 2013年（平成25年）  | 962              |
| 2014年（平成26年）  | 973              |
| 2015年（平成27年）  | 1,140            |
| 2016年（平成28年）  | 1,165            |
| 2017年（平成29年）  | 1,536            |
| 2018年（平成29年）  | 1,018            |
| 2019年（令和 元年） | 916              |
| 2020年（令和02年）  | 705              |
| 2021年（令和03年）  | 783              |
| 2022年（令和04年）  | 928              |

## 駅周辺
- スカイレールタウンみどり坂（住宅団地）
- みどり坂インフォメーションセンター

## 隣の駅
スカイレールサービス
広島短距離交通瀬野線
みどり中街駅 - みどり中央駅